# Чітішвілі Дато Шотович
Дато Шотович Чітішві́лі — старший лейтенант Збройних сил України, командир танкового батальйону.
Випускник Академії сухопутних військ імені гетьмана Петра Сагайдачного.

## Нагороди
За особисту мужність і героїзм, виявлені у захисті державного суверенітету та територіальної цілісності України, вірність військовій присязі під час російсько-української війни нагороджений
- орденом Богдана Хмельницького III ступеня.